# Nazionale maschile under 19 di calcio della Serbia
La nazionale di calcio della Serbia Under-19 (serbo: Omladinska reprezentacija Srbije) è la rappresentativa calcistica Under-19 nazionale della Serbia ed è posta sotto l'egida della Federazione calcistica serba (FSS). Nella gerarchia delle nazionali giovanili serbe è posta prima della nazionale Under-18.
È considerata l'erede della nazionale di Serbia e Montenegro Under-19, che ha a sua volta succeduto la nazionale Under-19 della Jugoslavia.
Sotto il nome di Jugoslavia vinse il Campionato europeo di calcio Under-19 nel 1951 e nel 1979 ed arrivò seconda nel 1953 quando venne battuta dall'Ungheria per 2-0, nel 1962 quando venne battuta dalla Romania per 4-1, nel 1974 quando venne battuta dalla Bulgaria per 1-0 ed infine nel 1978 quando venne battuta dall'URSS per 3-0. Sempre sotto il nome di Jugoslavia conquistò un terzo posto nel 1966 battendo l'Italia per 4-1 ed infine arrivò quarta quando venne battuta, nel 2001, dalla Spagna ai calci di rigore (6-2).
Sotto il nome di Serbia e Montenegro conquistò un terzo posto nel 2005 a pari merito con la Germania.
Sotto l'attuale nome di Serbia ha conquistato un terzo posto nel 2009 a pari merito con la Francia e la vittoria nel 2013, battendo in finale la stessa Francia (1-0). Si tratta del primo trofeo di rilievo dopo la dissoluzione della Jugoslavia nel 1992.

## Partecipazioni al Campionato europeo Under-19
- 2002: Turno di qualificazione
- 2003: Turno di qualificazione
- 2004: Turno di qualificazione
- 2005: Semifinale
- 2006: Fase Elite
- 2007: Primo Turno - Fase Finale
- 2008: Fase Elite
- 2009: Semifinale
- 2010: Fase Elite
- 2011: Semifinale
- 2012: Primo Turno - Fase Finale
- 2013: Campione
- 2014: Semifinale
- 2015: Fase Elite
- 2016: Fase Elite
- 2017: Fase Elite
- 2018: Fase Elite
- 2019: Fase Elite
- 2022: Primo Turno - Fase Finale

## Palmarès
- Campionato europeo di calcio Under-18: 2 (1951, 1979)
- Campionato europeo di calcio Under-19:  1 (2013)